# Valangin

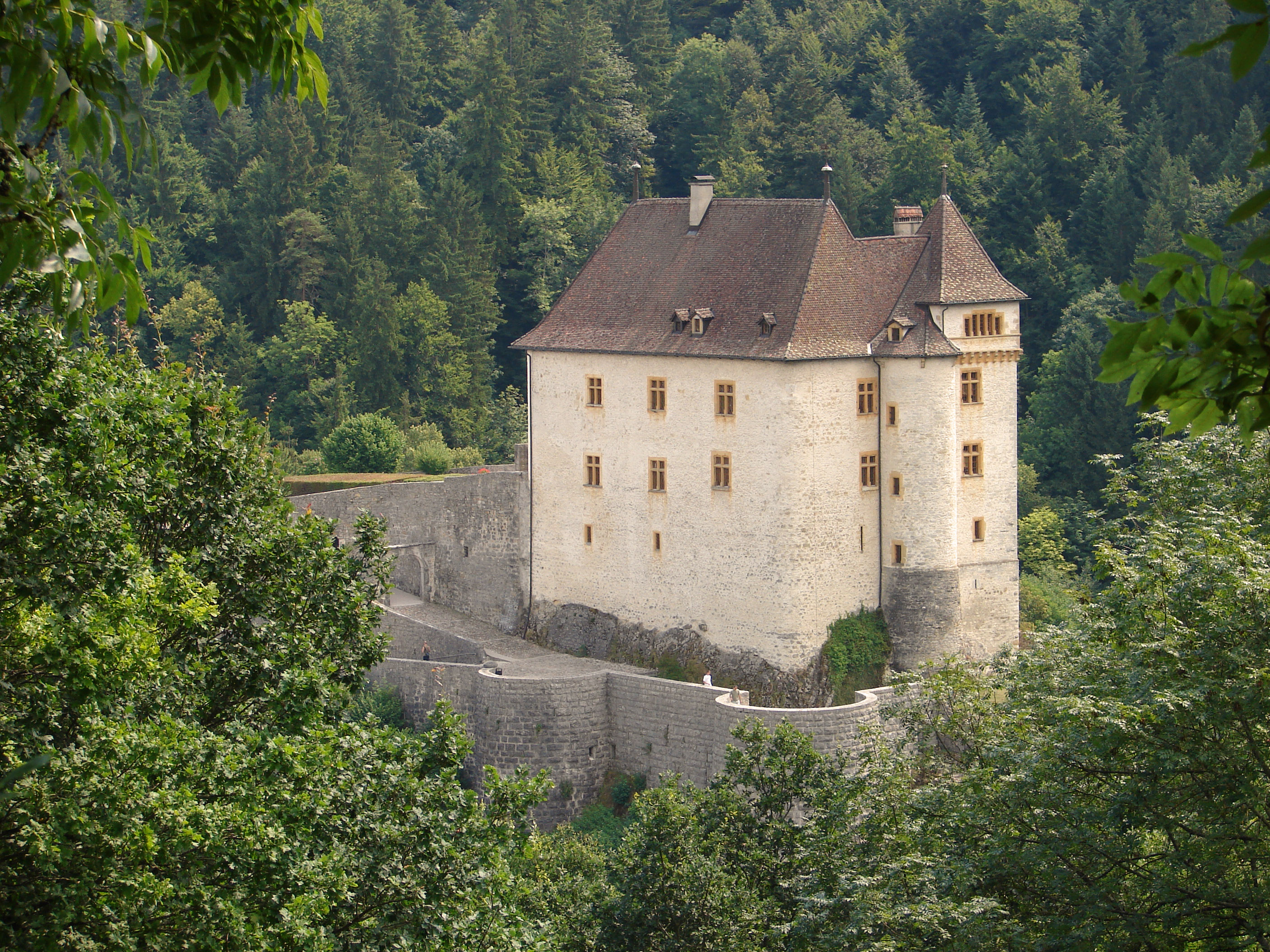
Slottet Valangin.

Valangin (äldre tyskt namn: Valendis) är en ort i kommunen Neuchâtel i kantonen Neuchâtel i Schweiz. Den ligger cirka 3,5 kilometer nordväst om Neuchâtel. Orten har 524 invånare (2023).
En stor del av den nuvarande kantonen Neuchâtel var under medeltiden underställd staden Valangin.
Orten ligger nära den kantonala motorvägen H20, 4 kilometer från centrala Neuchâtel. Slottet med ringmur är medeltida. Norr om ringmuren ligger den lilla staden.
Orten var före den 1 januari 2021 en egen kommun, men inkorporerades då tillsammans med Corcelles-Cormondrèche och Peseux i kommunen Neuchâtel.

## Historia
Valangin omnämns först 1241 som de Valengiz. Orten lydde under friherrarna von Aarberg, en sidogren från grevefamiljen von Neuchâtel, och fick stadsrättigheter år 1352. Stadens herravälde sträckte sig över tidigare distrikten Val-de-Ruz och La Chaux-de-Fonds och delar av distriktet Locle. År 1592 inordnades detta i grevskapet Neuchâtel.